# Coryphantha delicata
Coryphantha delicata là một loài thực vật có hoa trong họ Cactaceae. Loài này được L.Bremer mô tả khoa học đầu tiên năm 1979.

## Hình ảnh

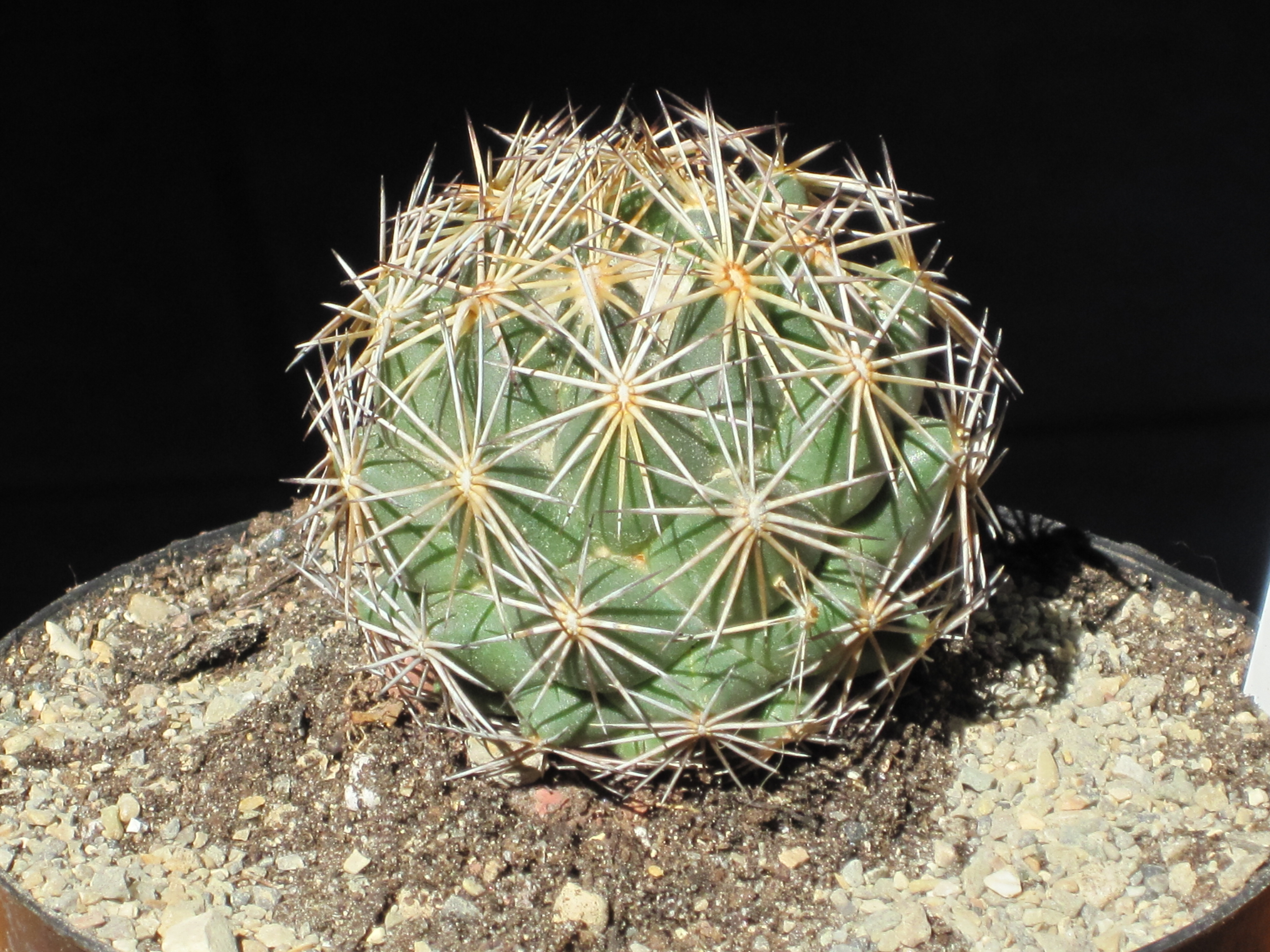
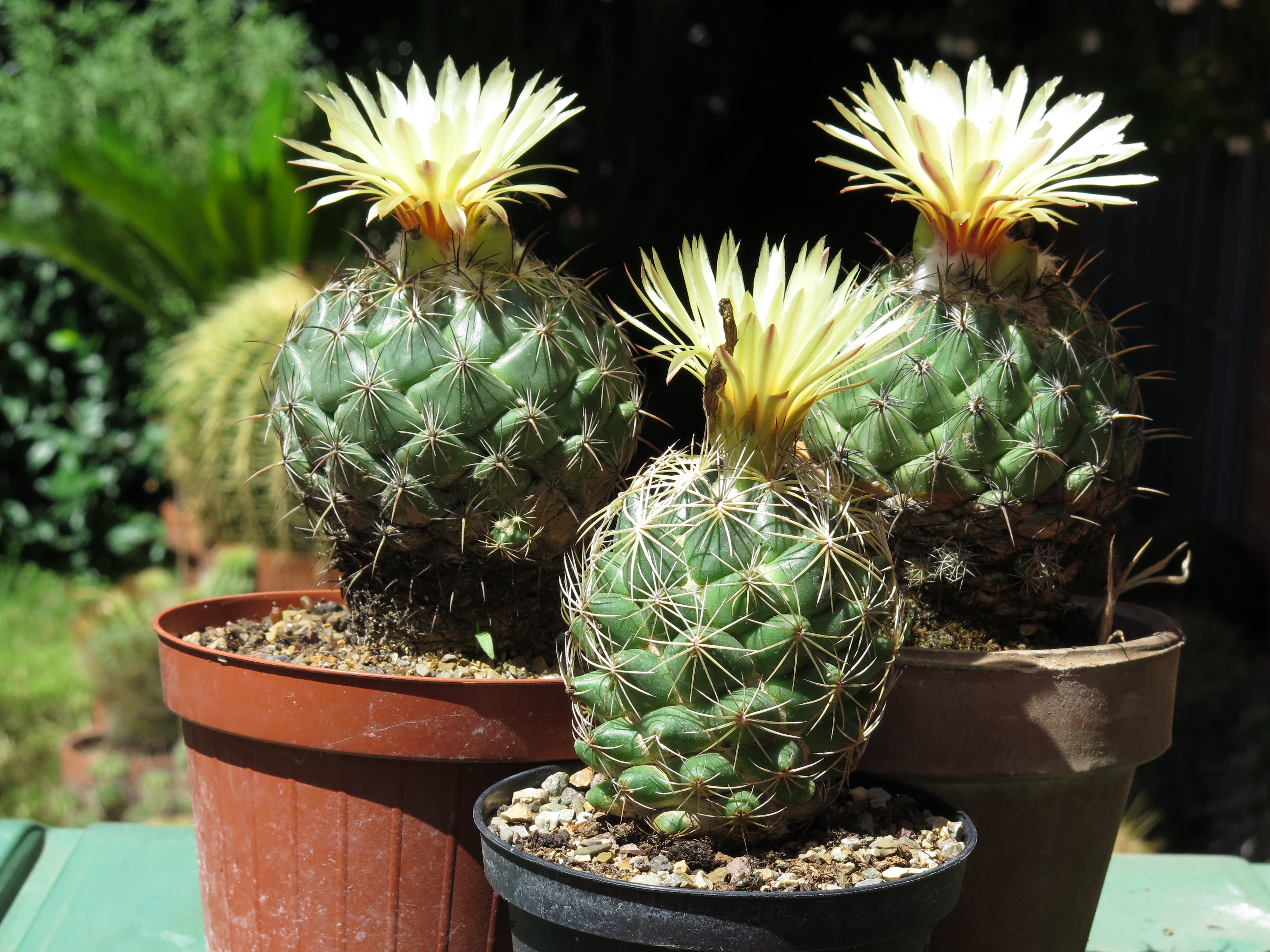